# Wires... and the Concept of Breathing
Wires... and the Concept of Breathing è il primo album in studio del gruppo musicale statunitense A Skylit Drive, pubblicato il 20 maggio 2008 dalla Tragic Hero Records.
La musica del gruppo, nel disco, è composta principalmente da un mix di post-hardcore, metal, emo e screamo e intervalla voci estremamente melodiche a scream e growl tipici del metalcore e del death metal, mentre nei testi vi sono numerosi riferimenti alla celebre serie di videogiochi Final Fantasy.

## Tracce
1. In the Beginning There Was Void – 1:09
2. Knights of the Round – 2:48
3. Wires (And the Concept of Breathing) – 2:30
4. City on the Edge of Forever – 3:26
5. Eris and Dysnomia – 2:08
6. I'm Not a Thief, I'm a Treasure Hunter – 3:18
7. My Disease – 3:09
8. This Isn't the End – 2:54
9. Sleepwalker – 1:23
10. Pursuit Lets Wisdom Ride the Wind – 3:20
11. Ex Machina – 3:03
12. Balance – 3:57
13. All It Takes for Your Dreams to Come True – 3:14

## Riferimenti aFinal Fantasy
- In Knights of the Round si fa riferimento a un'invocazione di Final Fantasy VII.
- In Wires (And the Concept of Breathing) e Pursuit Let's Wisdom Ride the Wind si fanno riferimenti a Final Fantasy V.
- In City on the Edge of Forever si fa riferimento a Midgar, città di Final Fantasy VII.
- In Eris and Dysnomia e This Isn't the End si fa riferimento ad Aerith Gainsborough, personaggio di Final Fantasy VII.
- In I'm Not a Thief, I'm a Treasure Hunter si fa riferimento a Locke Cole, personaggio di Final Fantasy VI.
- In Ex Machina si fa riferimento alle macchine, marchingegni Albhed di Final Fantasy X.
- In Balance si fa riferimento ai personaggi Zack Fair, di Crisis Core: Final Fantasy VII, e Tidus, di Final Fantasy X.
- In All It Takes for Your Dreams to Come True si fa riferimento a Rufus, presidente della Shinra, di Final Fantasy VII.

## Formazione
- Michael "Jag" Jagmin – voce melodica
- Joey Wilson – chitarra solista
- Nick Miller – chitarra ritmica
- Brian White – basso, voce death
- Cory La Quay – batteria, percussioni, voce secondaria
- Kyle Simmons – tastiera, programmazione

## Classifiche
| Classifica (2008)         | Posizione massima |
| ------------------------- | ----------------- |
| Stati Uniti               | 171               |
| Stati Uniti (independent) | 20                |
| Stati Uniti (heatseekers) | 9                 |